# Smith & Wesson Model 640

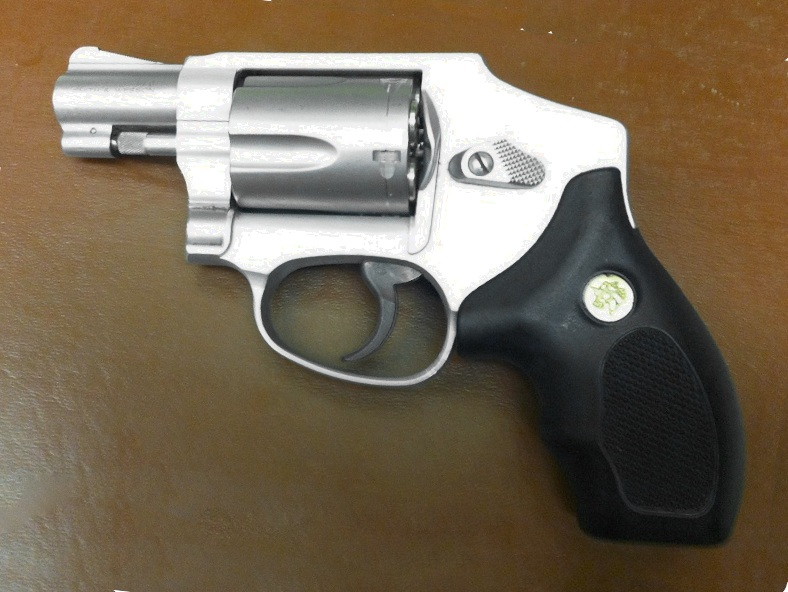
Um S&W Model 640, 38 Special, aço inoxidável com corpo em alumínio, empunhadura DeSantis.

O Smith & Wesson Model 640, é um revólver, no estilo "J-frame" com cão embutido, desenvolvido pela Smith & Wesson. Introduzido em 1990, ele tem capacidade de cinco tiros nos calibres .38 Special ou .357 Magnum, e faz parte da família Centennial de revólveres.